# Gamasomorpha anhuiensis
Gamasomorpha anhuiensis là một loài nhện trong họ Oonopidae.
Loài này thuộc chi Gamasomorpha. Gamasomorpha anhuiensis được miêu tả năm 1984 bởi Song & Xu.